# Desa Laokjangjang
Desa Laokjangjang är en administrativ by i Indonesien.   Den ligger i provinsen Jawa Timur, i den västra delen av landet, 900 km öster om huvudstaden Jakarta. Desa Laokjangjang ligger på ön Pulau Kangean.